# Dome (miasto)
Dome – miasto w Ghanie, w regionie Wielka Akra, w dystrykcie Ga East.